# Washingtons flagga
Washingtons delstatsflagga antogs 1923, men ändrades något 1967. Washington blev amerikansk delstat 1889.
Delstatens sigill från 1889, med USA:s förste presidents George Washington, som givit delstaten dess namn, porträtt i mitten.